# 乔安娜·斯坎伦
乔安娜·马里昂·斯坎伦（Joanna Marion Scanlan，1961年10月27日—）是英国女演员。她因在英国电视剧中扮演的角色而闻名，例如《幕後危機》(2005–2012)、  《黐筋療養院》(2009–2012)、 《Puppy Love》 (2014) 和No Offense (2015–2018)。她因《黐筋療養院》獲得三项英國電視學院獎提名，其中两项获得最佳写作奖。
斯坎兰参演的电影包括《畫意私情》(2003)、 《丑闻笔记》 (2006)、 《狄更斯的秘密情史》(2013) 和《BJ有喜》(2016)。 她因在电影《愛的後事》(2020)中的表演而获得英国电影学院奖和英国独立电影奖。